# 10 (disc)
Diez és el desè àlbum d'estudi de Hombres G. El llançament es produí el 18 de setembre del 2007, format per 11 cançons i produït per Carlos Jean, si bé abans ja es podia adquirir a iTunes en format digital. L'àlbum es presenta amb un primer single, Me siento bien, que va ser llançat el juliol del 2007. Segons declaracions del grup, la cançó recupera l'estil original del grup.

## Llista de cançons
1. No puedo apartar mis manos de ti
2. Un hombre real
3. Nunca más
4. Me siento bien
5. Todo el mundo es feliz
6. Loco de amor
7. Sólo quiero conocerte
8. Sobre tu respiración
9. Difícil de entender
10. Mi vida sin ti
11. Multiplicados por nueve